# Pat Hanrahan
Patrick M. Hanrahan (1955) é um cientista de computação gráfica, professor de ciência da computação e engenharia elétrica na Universidade Stanford, Califórnia. Sua pesquisa é focada em algoritmos de renderização, GPU's, bem como ilustração e visualização científica.
Hanrahan foi um dos co-fundadores dos estúdios de animação Pixar e da empresa Tableau Software.

## Educação
Hanrahan cresceu em Green Bay, Wisconsin, bacharelou-se em engenharia nuclear, em 1977; e recebeu um Ph.D em Biofísica, em 1985, pela Universidade de Wisconsin-Madison. Na década de 1980, trabalhou no Laboratório de Computação Gráfica do New York Institute of Technology e na Digital Equipment Corporation sob supervisão de Edwin Catmull.

## Carreira
Pat foi um dos fundadores da Pixar, tendo sido parte do time responsável pelo RenderMan Interface Specification e RenderMan Shading Language.
Trabalhou em várias produções da Pixar, como The Magic Egg (1984), Tin Toy (1988) e Toy Story (1995).
Em 1989, Hanrahan se juntou ao corpo docente da Universidade de Princeton, mudando em 1995 para Stanford. Em 2003, Hanrahan ajudou a fundar a Tableau Software, atualmente uma das maiores desenvolvedoras de visualização de dados, e continua sendo Chefe de Ciência da empresa. Em 2011, a Intel Research anunciou investimento em um centro especializado para computação visual, liderado por Hanrahan e por Jim Hurley da Intel.
Em março de 2020, Hanrahan compartilhou o Prêmio Turing de 2019 com Edwin Catmull por seu trabalho pioneiro em imagens geradas por computador.